# Liste der Nummer-eins-Hits in Frankreich (1999)
Diese Liste enthält alle Nummer-eins-Hits in Frankreich im Jahr 1999. Es gab in diesem Jahr elf Nummer-eins-Singles und 14 Nummer-eins-Alben.
| Singles | Alben |
| --- | --- |
| - Ensemble contre le Sida – Sa raison d’être - 12 Wochen (27. Dezember 1998 – 9. Januar 1999) - Manau – Mais qui est La Belette? - 1 Woche (10. Januar – 16. Januar) - Cher – Believe - 1 Woche (17. Januar – 23. Januar) - Larusso – Tu m'oublieras - 12 Wochen (24. Januar – 17. April) - Britney Spears – … Baby One More Time - 2 Wochen (18. April – 1. Mai) - Moos – Au nom de la rose - 9 Wochen (2. Mai – 3. Juli) - Zebda – Tomber la chemise - 4 Wochen (4. Juli – 31. Juli) - Eiffel 65 – Blue (Da Ba Dee) - 3 Wochen (1. August – 21. August) - Lou Bega – Mambo No. 5 (A Little Bit Of …) - 15 Wochen (22. August – 4. Dezember, insgesamt 16 Wochen) - Texas – Summer Son - 1 Woche (5. Dezember – 11. Dezember) - Lou Bega – Mambo No. 5 (A Little Bit Of …) - 1 Woche (12. Dezember – 18. Dezember, insgesamt 16 Wochen) - Britney Spears – (You Drive Me) Crazy - 3 Wochen (19. Dezember 1999 – 8. Januar 2000) | - Notre-Dame de Paris (Musical-Soundtrack) - 6 Wochen (6. Dezember 1998 – 16. Januar 1999, insgesamt 17 Wochen; → 1998) - Manau – Panique celtique - 2 Wochen (17. Januar – 30. Januar, insgesamt 5 Wochen; → 1998) - Notre-Dame de Paris (Musical-Soundtrack) - 3 Wochen (31. Januar – 20. Februar, insgesamt 17 Wochen) - Lara Fabian – Live - 4 Wochen (21. Februar – 20. März) - Axelle Red – Toujours moi - 1 Woche (21. März – 27. März) - Francis Cabrel – Hors saison - 11 Wochen (28. März – 12. Juni, insgesamt 14 Wochen) - Jean-Jacques Goldman – Tournée 98 en passant - 4 Wochen (13. Juni – 10. Juli) - Francis Cabrel – Hors saison - 3 Wochen (11. Juli – 31. Juli, insgesamt 14 Wochen) - Émile & Images – Jusqu'au bout de la nuit - 4 Wochen (1. August – 28. August) - Céline Dion – Au cœur du stade - 2 Wochen (29. August – 11. September) - Johnny Hallyday – Sang pour sang - 5 Wochen (12. September – 16. Oktober, insgesamt 11 Wochen) - Patrick Bruel – Juste avant - 1 Woche (17. Oktober – 23. Oktober, insgesamt 2 Wochen) - Florent Pagny – Récréation - 1 Woche (24. Oktober – 30. Oktober) - Mariah Carey – Rainbow - 1 Woche (31. Oktober – 6. November) - Johnny Hallyday – Sang pour sang - 1 Woche (7. November – 13. November, insgesamt 11 Wochen) - Alain Souchon – Au ras des pâquerettes - 2 Wochen (14. November – 27. November) - Lara Fabian – Lara Fabian - 1 Woche (28. November – 4. Dezember) - Johnny Hallyday – Sang pour sang - 5 Wochen (5. Dezember 1999 – 8. Januar 2000, insgesamt 11 Wochen) |